# Fontana della Barcaccia

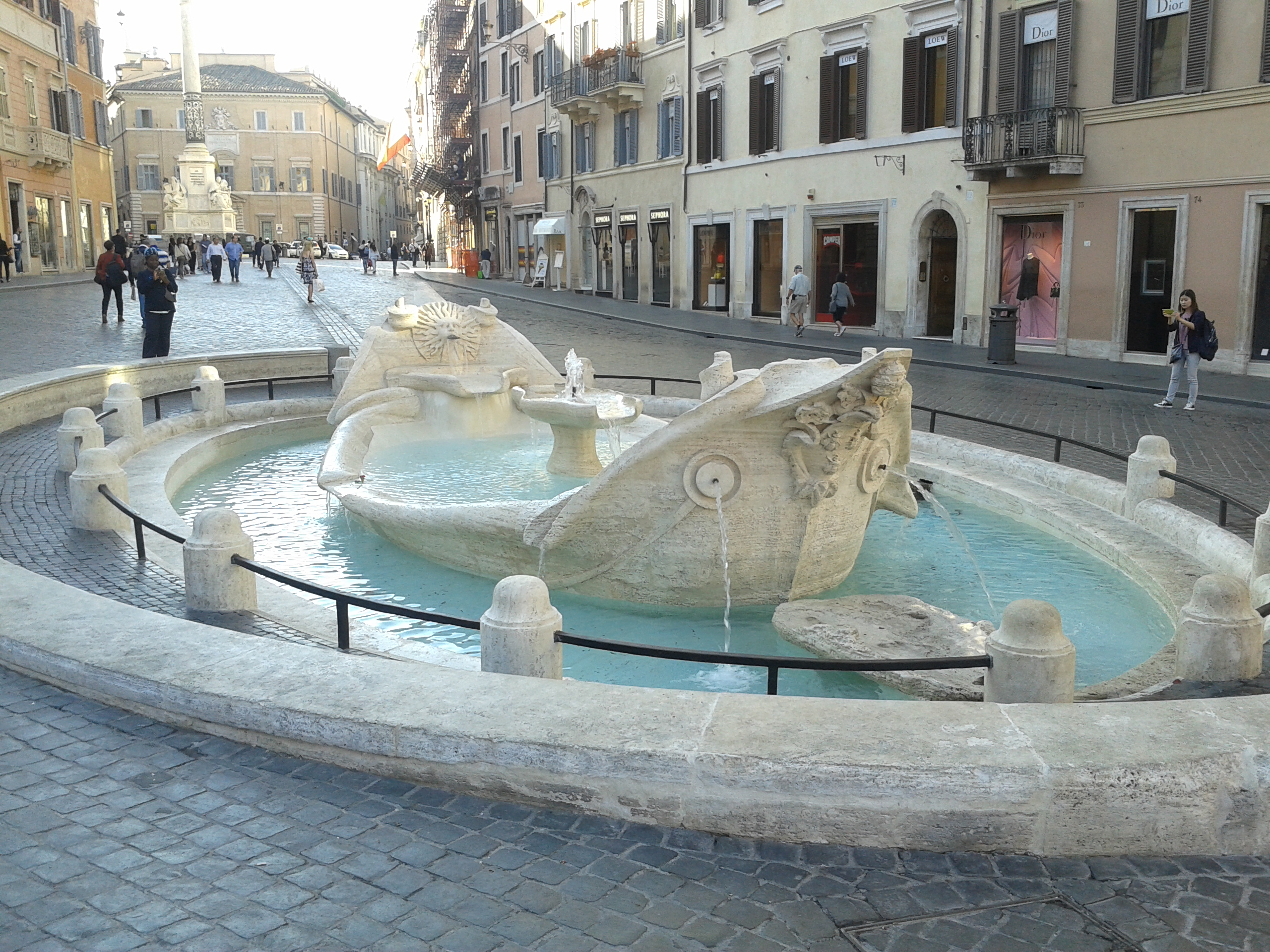
de fontein gezien vanuit het noorden (in de richting van de Colonna dell'Immacolata)

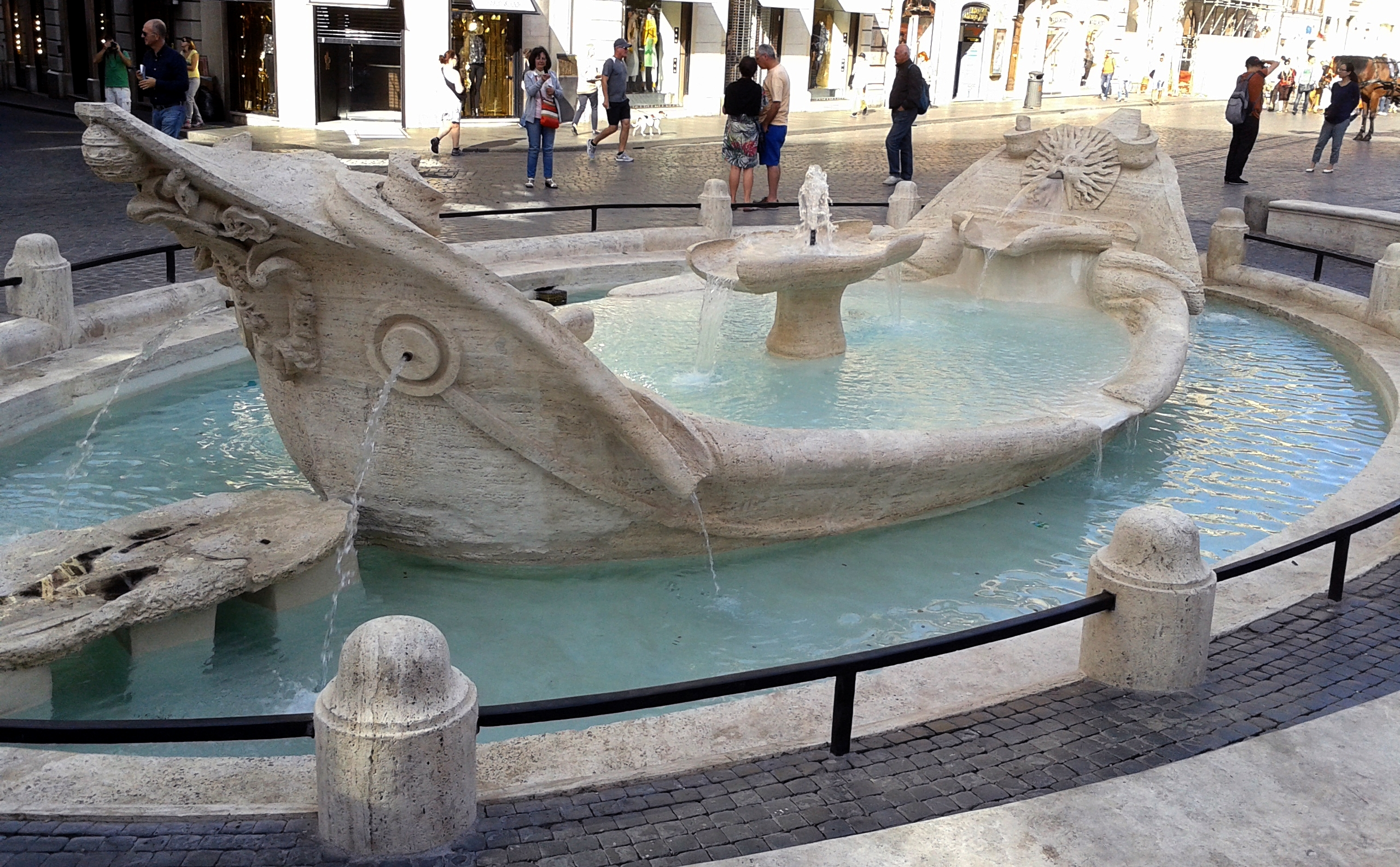
de fontein gezien vanaf de Spaanse Trappen

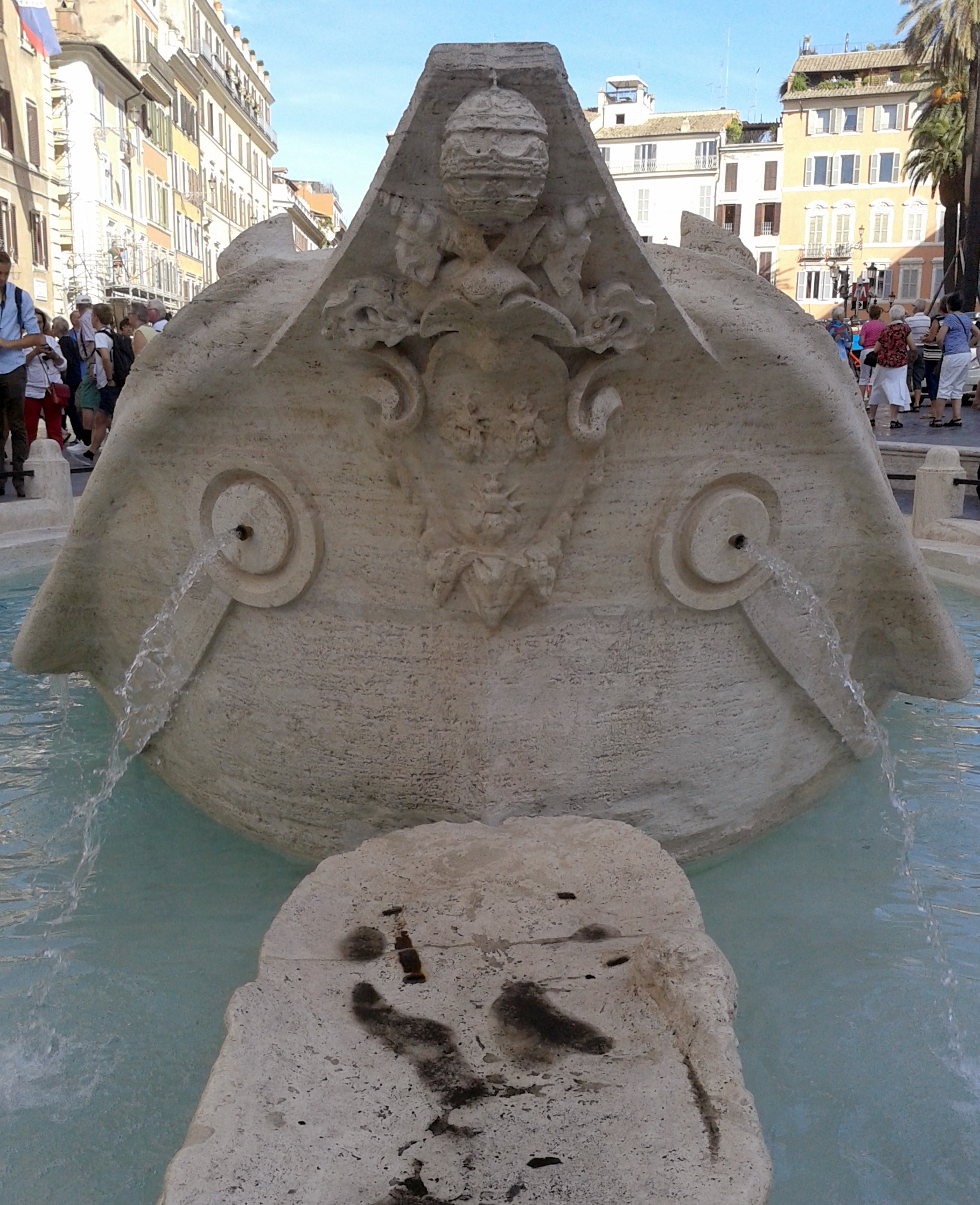
het wapenschild van paus Urbanus VIII

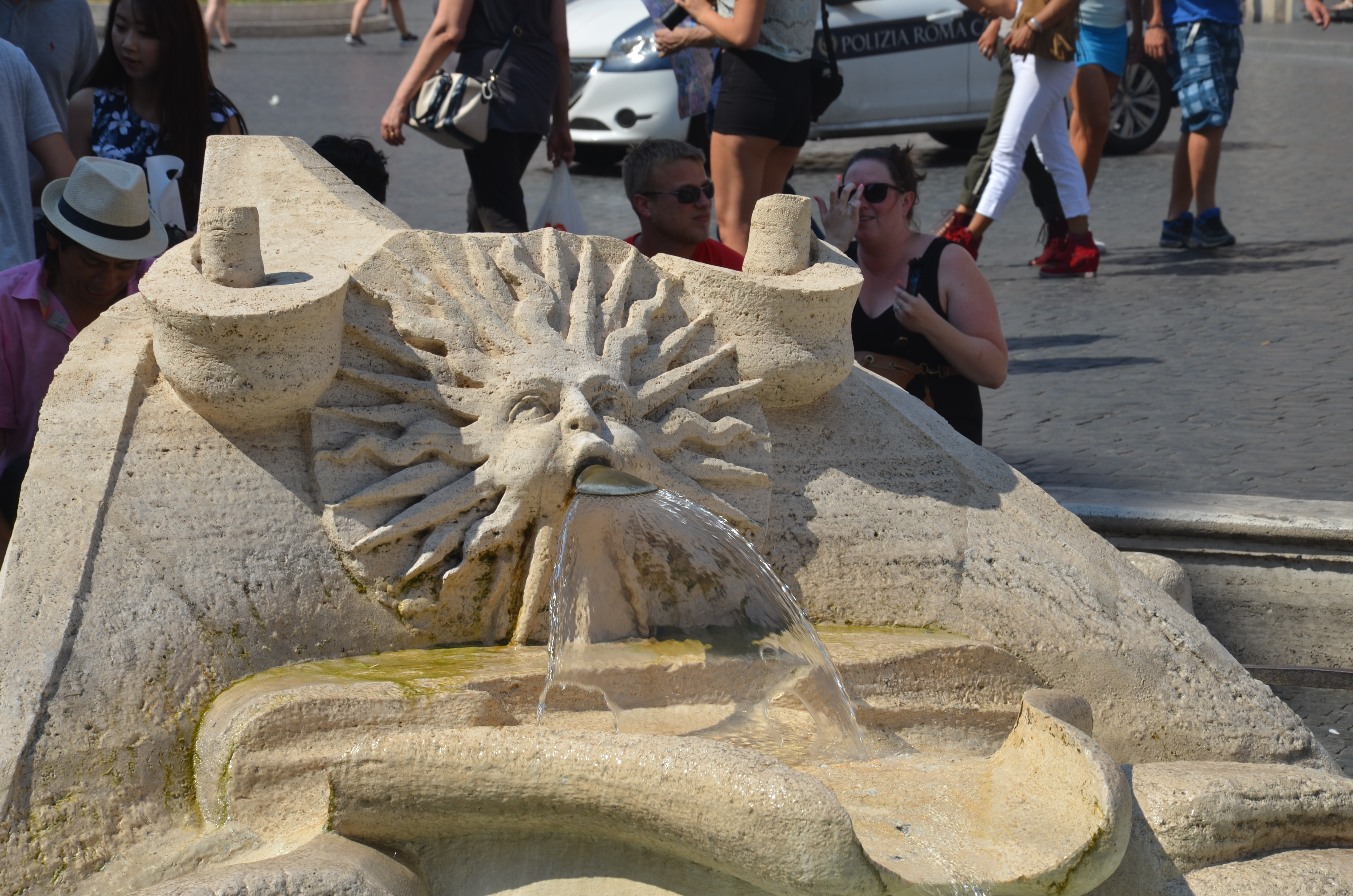
de zon als symbool van de familie Barberini

De Fontana della Barcaccia (letterlijk: Fontein van de oude schuit) uit 1629 ligt op de Piazza di Spagna in Rome, meer bepaald aan de voet van de Spaanse Trappen. Ze verschaft het plein een pittoresk uiterlijk.

## Inspiratie
Deze fontein vond haar inspiratie in de grote overstroming die Rome trof in de kerstdagen van 1598. Toen bereikte de Tiber de hoogste waterstand die ooit werd gemeten in de stad, en wel tot 19,56 meter boven de haven van Ripetta. De rivier overstroomde een aanzienlijk gedeelte van de stad, en reikte tot aan de plaats waar 31 jaar later de Fontana della Barcaccia zou worden aangelegd. Vaak wordt verteld dat de barcaccia herinnert aan de sloep die op deze plaats was achtergelaten door het wassende rivierwater.

## Opdrachtgever
Het was paus Urbanus VIII (1623-1644) die in 1626 de opdracht gaf om hier een fontein aan te leggen. Naar die opdrachtgever verwijzen twee symbolen van de familie Barberini waartoe paus Urbanus VIII behoorde: aan de buitenzijde van de boeg en het achtersteven prijkt zijn bekende pauselijke wapenschild, bestaande uit de pauselijke tiara boven het schild met drie bijen. Op de binnenzijde van de boeg en het achtersteven stroomt het fonteinwater uit een stralende zon met menselijk gezicht. Dit laatste familiesymbool keert, zij het minder opvallend, terug op enkele andere werken die Urbanus VIII heeft laten realiseren, onder meer boven de kapitelen van Bernini's baldakijn in de Sint-Pietersbasiliek en op Urbanus' standbeeld in het Palazzo dei Conservatori.

## Kunstenaar
Meestal wordt aangenomen dat de fontein werd gebeeldhouwd door Pietro Bernini, de vader van de veel bekendere kunstenaar Gian Lorenzo. Soms wordt deze laatste genoemd als beeldhouwer van dit werk of minstens als medewerker. Mogelijk heeft hij de fontein afgemaakt na het overlijden van zijn vader in 1629. In dat jaar werd het werk gefinaliseerd.
Geen van beiden heeft de overstroming van 1598 zelf meegemaakt: Pietro Bernini leefde en werkte van 1584 tot 1594 en opnieuw van 1596 tot 1605 in Napels; Gian Lorenzo is pas op 7 december 1598 geboren.

## Beschrijving
Zoals de meeste fonteinen en vele andere bouwwerken in Rome is de Fontana della Barcaccia vervaardigd uit travertijn. Ze heeft de vorm van een sloep met lage boorden; de hoge voor- en achtersteven zijn elkaars spiegelbeeld.
Dit is een van de talrijke fonteinen op de Campo Marzio die worden gevoed door de Acquedotto Vergine (in het Latijn: Aqua Virgo). Door het geringe hoogteverschil tussen de bron van deze waterleiding en de Campo Marzio konden geen hoge waterstralen worden gerealiseerd. De ontwerper vond een oplossing voor dit probleem door de barcaccia iets lager dan het straatniveau te plaatsen te midden van een ovaal bassin, en door het water over de randen te laten lopen als uit een sloep die water maakt.

## Restauraties en beschadiging
In de loop der jaren is de fontein meermaals gerestaureerd, en ook enkele malen moedwillig beschadigd.
De laatste restauraties vonden plaats in 1988, 1993, in de periode 1994-1999 en in 2013-2014, deze laatste dankzij een private gift van 209.960 euro. Op 19 februari 2015 werd de recent opgeknapte fontein beschadigd door hooligans van Feyenoord die in de stad waren naar aanleiding vande UEFA Europa League-wedstrijd AS Roma-Feyenoord. Er werden onder meer flessen en een vuurwerkbom tegenaan gegooid.
Kort na die rellen heeft het Romeinse stadsbestuur de fontein op eigen kosten hersteld. Tevens hebben enkele leden van de Nederlandse gemeenschap in Rome toen de vereniging Salviamo la Barcaccia opgericht, die via acties en crowdfunding 20.000 euro bij elkaar bracht. Met die middelen werden twee andere fonteinen in de stad gerestaureerd: de Fontana delle Api en de Fontana nei giardini di Viale Tiziano. Een andere groep Nederlanders, gecentreerd rondom het tijdschrift Roma Aeterna, haalde eveneens geld op voor herstel van de fontein. Dit bedrag van 6.800 euro kwam uiteindelijk goede aan het herstel van de Fontana dei Libri. In januari 2021 werden zes hooligans die verantwoordelijk waren voor beschadigingen door de rechtbank in Rome veroordeeld tot een schadevergoeding en gevangenisstraffen tot 4 jaar.

## Geraadpleegde bronnen
- (it) Touring Club Italiano, Guida d'Italia: Roma, p. 342, Milano 1993 (8e ed.).
- (it) pagina Fontana della Barcaccia van de website van de Sovraintendenza capitolina;
- (it) Wikipedia: Fontana della Barcaccia.

## Afbeeldingen

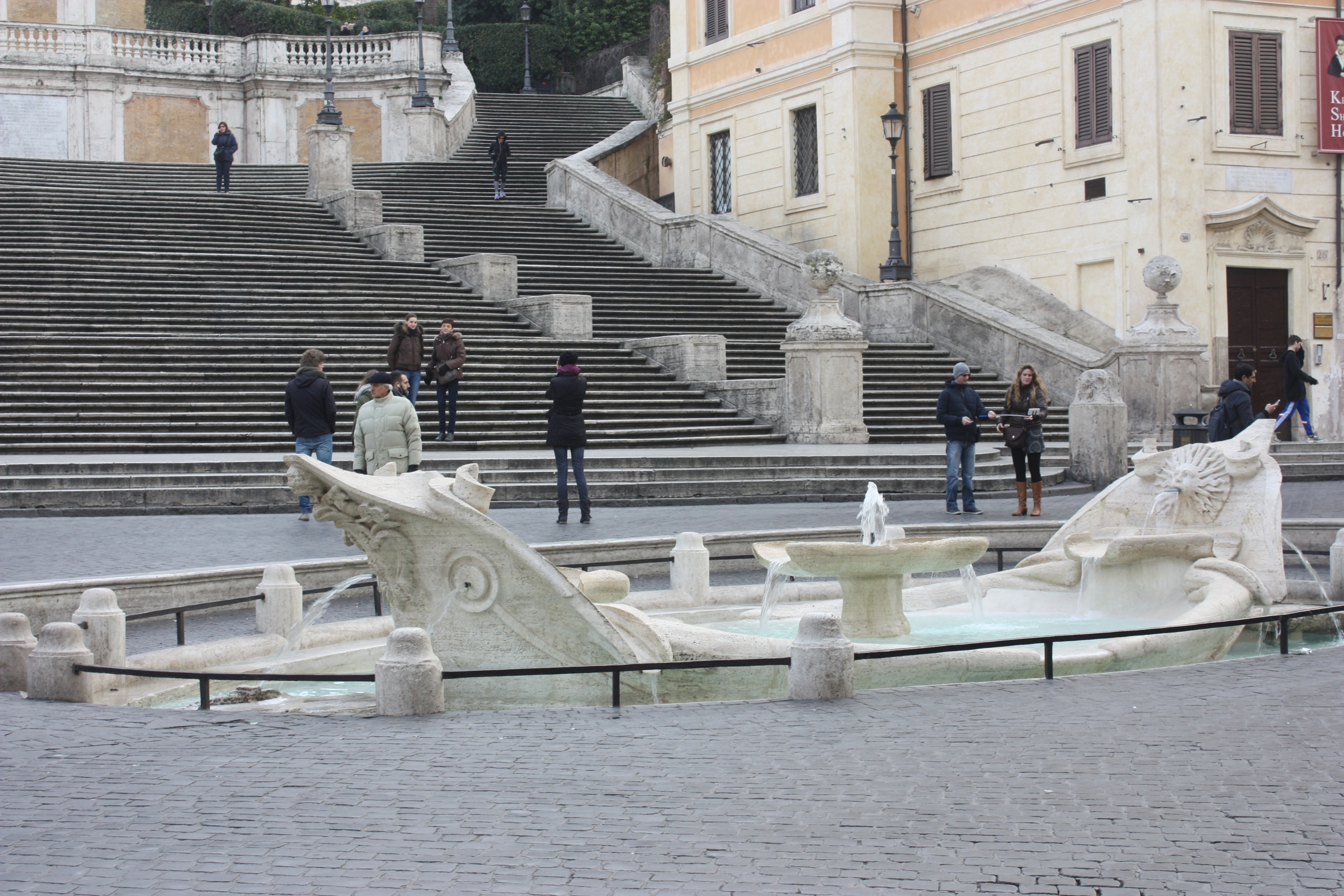
de fontein gezien vanuit de Via Condotti (in de richting van de Spaanse Trappen)
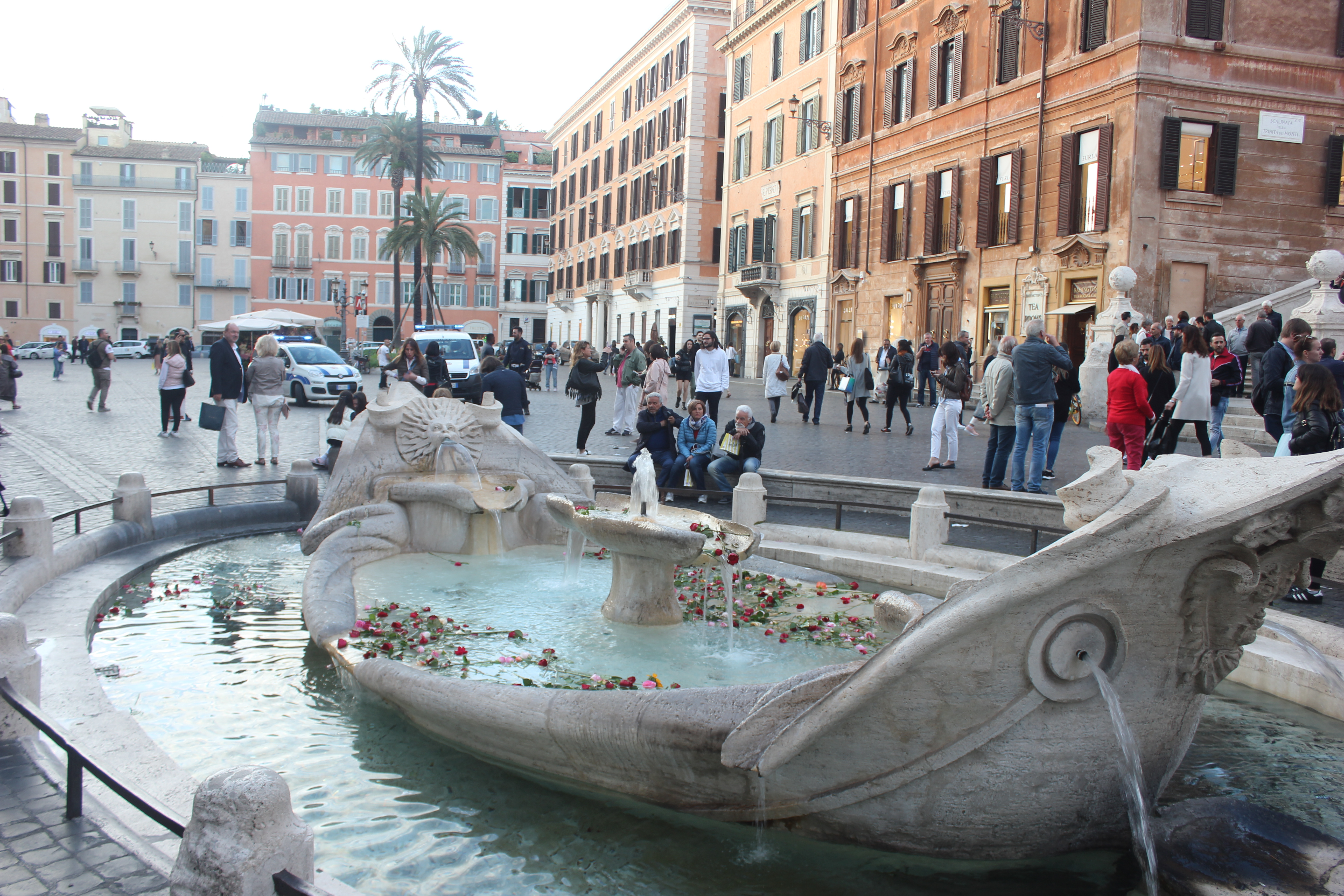
de fontein gezien vanuit het zuiden (in de richting van de Via del Babuino)
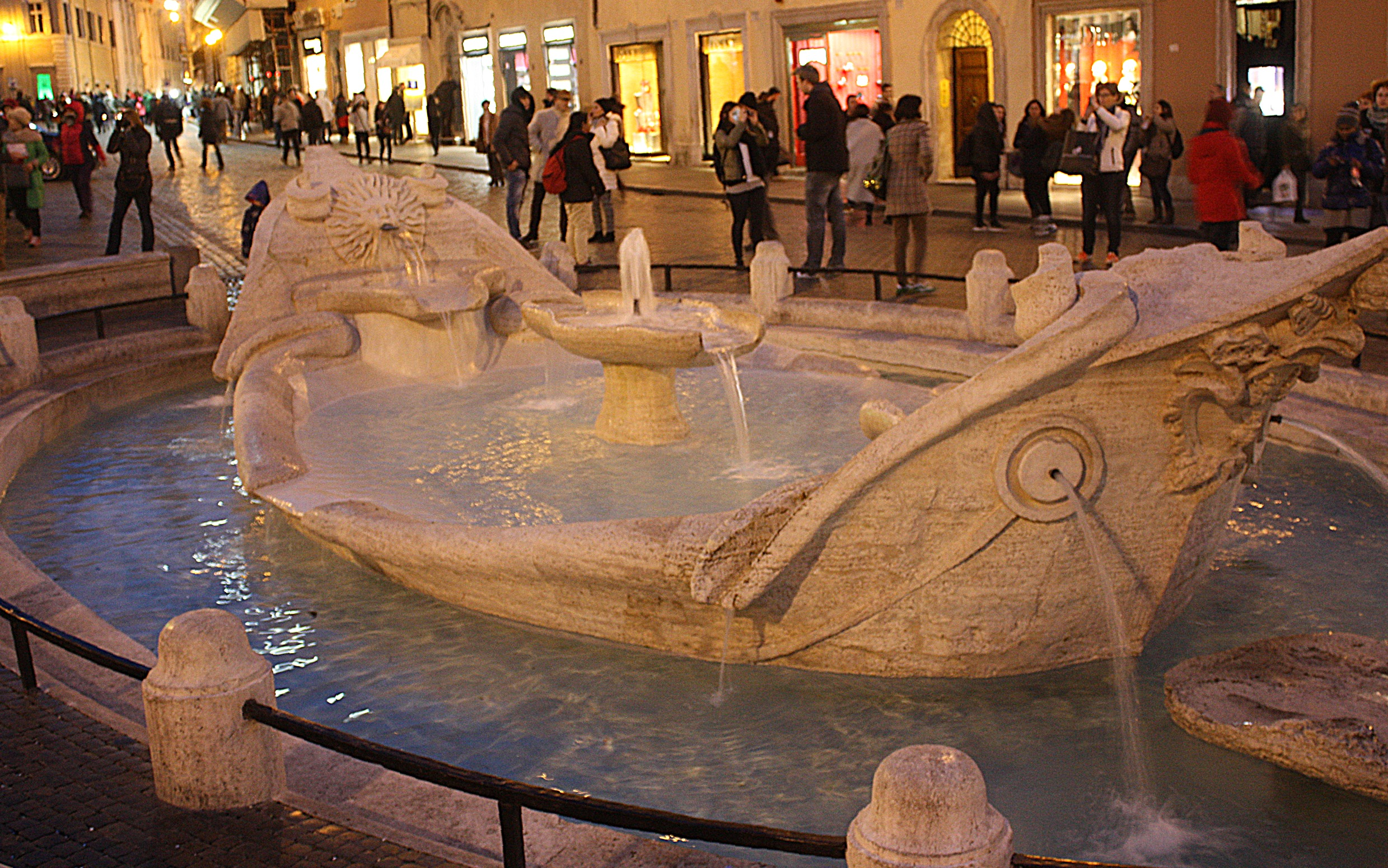
de fontein bij avondlicht